# Travelin' Prayer
〈Travelin' Prayer〉는 가수 빌리 조엘이 작곡한 곡으로 1973년 발매된 그의 음반 《Piano Man》의 세 번째 싱글로 발매되었다. 이 노래는 밴조연주와 함께 매우 빠르게 연주된다. 1974년, 빌보드 핫 100 차트에서 77위에 올랐으며, 어덜트 컨템퍼레리 차트에서 34위에 올랐다. 캐나다에서는 61위를 기록해 조금 더 큰 히트를 쳤다.
이 컨트리한 노래는 얼 스크럭스와 돌리 파튼이 커버했다. 돌리 파튼의 버전은 특히 주목할 만한데, 1999년 그래미상 최우수 여성 컨트리 보컬상을 수상했다.

## 가사와 음악
빌리 조엘은 음반을 발매하기 약 2년 전에 〈Travelin' Prayer〉를 작곡했다. 이 노래는 4개의 구절로 구성돼 있는데, 그 중 첫 번째 구절은 나중에 반복되고 두 차례 연주가 중단되는 부분이 있다. 악기는 트랙 피아노, 밴조, 베이스, 바이올린, 그리고 드럼으로 구성되며 드럼의 경우 브러쉬로 연주된다. 빌리 조엘은 두 번째로 연주가 중단되는 부분에서 주즈하프를 연주한다. 작가 켄 비엘렌은 이 노래가 아일랜드 전통 축복의 영향을 받아 고향으로 돌아가기 쉽다고 본다. 비엘렌은 또한 이 노래가 종교적인 색이 대중가요에서 자주 사용되었던 시기의 추세와 잘 들어맞는다고 지적했다. 작가 행크 보르도위츠는 이 곡을 "pop-grass on-the-road-again song."라고 묘사했다. 보르도위츠는 특히 에릭 웨이스버그의 밴조 연주에 대해 칭찬했다.

## 커버
〈Travelin' Prayer〉는 1973년 얼 스크럭스의 음반 《Rockin' Cross the Country》에서 커버되었다. 빌보드 잡지는 이를 그 음반의 "베스트 컷" 중 하나로 평가했다. 이후 1999년 돌리 파튼이 그녀의 음반 《The Grass Is Blue》에 커버 음악을 수록했고, 그 결과 그 해 최우수 여성 컨트리 보컬상을 수상했다. CMJ는 이 곡을 "추천 트랙"으로 언급했다.
돌리 파튼은 "항상 빌리 조엘의 〈Travelin' Prayer〉를 좋아했고 그것이 순수한 블루그래스에게 유리하게 작용했다"고 말했다.

## 차트
| 1974년                                | 순위 |
| ------------------------------------- | ---- |
| 캐나다 싱글 차트                      | 61   |
| 미국 빌보드 핫 100                    | 77   |
| 미국 빌보드 핫 어덜트 컨템퍼레리 트랙 | 34   |